# Kasteelboerderij van Bolland
De Kasteelboerderij (ook: Ferme de Berlaymont) is een boerderijcomplex in de tot de Belgische gemeente Herve behorende plaats Bolland, gelegen aan Rue du Village 12.

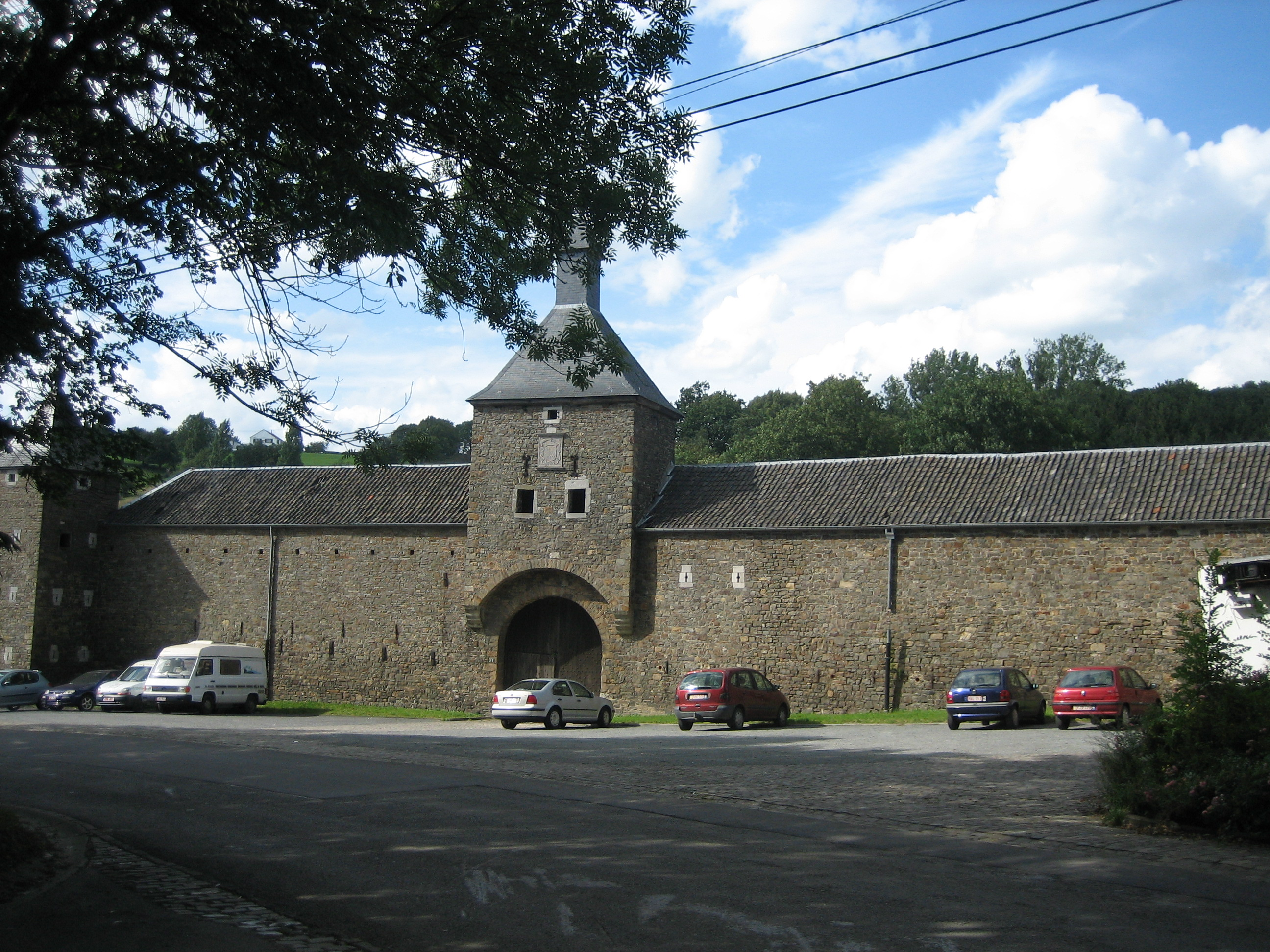

Deze boerderij ligt ten westen van het Kasteel van Bolland. Vroeger was deze boerderij omgracht.
Het is een groot complex met vier vleugels, welke vier zijden van een vijfhoek omvatten. Het open deel is naar het kasteel gericht en afgesloten met een hoog hek, in de 19e eeuw gebouwd. In het westen zijn er twee vierkante torens. In het zuiden ligt het poortgebouw, tussen de muren van de stallen. Hier is ook een steen die de wapenschilden van de familie Lannoy toont, van 1660.
De westvleugel omvat het woongedeelte. De noordvleugel omvat de paardenstallen en de wagenstalling. In het oosten van deze vleugel is er een galerij met vier bogen op veelhoekige pilaren met Toscaanse kapitelen. Op de verdieping worden de wapenschilden getoond van de families De Lannoy en Bocholt, van 1713.